# Col de Pouchergues
Ne doit pas être confondu avec Port supérieur de Pouchergues.
Le col de Pouchergues est un col de montagne pédestre des Pyrénées s'élevant à 2 718 mètres d'altitude dans le Louron, dans le département français des Hautes-Pyrénées en Occitanie.
Il relie le vallon d'Aygues Tortes au sud-ouest, au vallon des Gourgs Blancs au nord-est.

## Toponymie
Du gascon porcinglas (latin porcilia), « lieux où on élève les porcs ». Son nom occitan est Pochergues.

## Géographie
Le col de de Pouchergues est situé entre la crête de Quartau au nord-ouest et la pyramide de Pouchergues (2 885 m) au sud-est. Il surplombe à l’ouest le lac de Pouchergues (2 102 m) et à l’est les lacs des Gourgs Blancs.

## Protection environnementale
Le col fait partie d'une zone naturelle protégée, classée ZNIEFF de type 2 : vallée du Louron.

## Voies d'accès
Pour atteindre le col par le versant nord, au départ du pont de Prat à la centrale hydro-électrique de Tramezaygues, il faut traverser les gorges de Clarabide par un chemin très escarpé jusqu'à la construction d'un chemin plus sûr construit par les Ponts et Chaussées, et rejoindre le refuge de la Soula. De là prendre le sentier le long du ruisseau de Caillauas jusqu'au lac de Caillauas puis aux lacs des Gourgs Blancs.